# 纳莱迪人
纳莱迪人（學名：Homo naledi），又名納萊蒂人，是已经灭绝的人科物种，其化石于2013年在南非的升星岩洞被发现，包括属于至少15具遗骸、超過1550块骨骼化石。纳莱迪人超前的头颅形态以及其牙齿较小、腿骨较长等身体特征与现代人类相似，因而被归为人属（Homo）。但与此同时，纳莱迪人还混合有一些更为原始的特征，其脑容量较小，骨盆与肩胛也与原始的南方古猿相仿；而四肢的構造，則與人類相似。整體身高約在130至160公分間。目前化石所处的年代估算約33.5萬至23.6萬年前。纳莱迪（Naledi）在塞索托语中表示星星。
發現納萊迪人的地點，位於曾出土大量古代人類化石的遺址：「人類的搖籃」附近。同屬升星岩洞系統，另一個更難抵達的「勒塞迪地洞（Lesedi Chamber）」中，又找到 133 個樣本，至少屬於年紀 2 大 1 小的 3 位個體。納萊迪人會土葬，比智人早至少10萬年。如今納萊迪人已經累積到將近 1700 件出土遺骨，分屬 18 個人，全身上下每一部位都至少有一件樣本，有大人、也有小孩。在已知的滅絕人種中，這般完整性僅次於尼安德塔人，排名第二。
最令人吃驚的大概是納萊迪人的腦容量，大約介於 465 到 560 cc 間的南猿等級。在目前所有已知人屬物種中腦袋一樣小的，只有佛羅勒斯人（Homo floresiensis），可是佛洛勒斯人住在離非洲遙遠的東南亞外海的弗洛勒斯岛上；納萊迪人卻是住在南非，人類演化的大本營。
由型態判斷，配備許多古早人種型態的納萊迪人，生存於超過 100 萬年以前，應該是較為合理的推論。只是，迪納萊迪地洞的狀態相當難以定年；之前只能確定納萊迪人的年代，超過碳同位素定年法的 5 萬年極限。由於納萊迪人躺在地洞裡面，因此他們躺著的地層，必定要比人進洞的年代更早形成；採取 US-ESR 定年（combined U-series and electron spin resonance dating）這個方法，估計的結果是 23.6 萬年前，可見納萊迪人生存的年代，距今至少有 23.6 萬年。研究團隊還從 3 顆牙齒上取得樣本，使用鈾-釷定年法估計年代；此一方法之前曾用在胡瑟裂谷遺址，順利得知那批型態上接近尼安德塔人，卻又不完全像是尼安德塔人的化石，生活在 43 萬年前。而這回納萊迪人的鈾釷定年法結果是，距今 33.5 萬年。綜合不同定年方法的估計值，論文作出結論，納萊迪人進入迪納萊迪地洞的年代介於 23.6 到 33.5 萬年以前，遠比多數古人類學家的猜測，更加晚近許多。